# Hans-Dieter Hofmann
Hans-Dieter Hofmann (* 24. September 1947 in Beierfeld; † 26. November 2019 in Radebeul) war ein deutscher Kirchenjurist und von 1990 bis 2009 Präsident des Evangelisch-Lutherischen Landeskirchenamtes Sachsens.
Hofmann, der 1958 Mitglied des Dresdner Kreuzchores wurde (und zeitlebens kirchenmusikalisch interessiert war), legte das Abitur an der Dresdner Kreuzschule ab. Seine anschließende Ausbildung beim Kirchgemeindeverband Leipzig schloss er 1969 mit der Zweiten Verwaltungsprüfung ab. Im folgenden Jahr wechselte er in die Kirchenamtsratsstelle Leipzig und absolvierte eine berufsbegleitende Ausbildung für den höheren kirchlichen Verwaltungsdienst. Sein Referendariat schloss er 1981 mit der Zweiten juristischen Prüfung ab und wurde daraufhin Justiziar im Landeskirchlichen Amt für Innere Mission (Radebeul). Nach seinem Wechsel ins Landeskirchenamt 1983 leitete er als Oberlandeskirchenrat das Finanzdezernat. Im Herbst 1989 wählte ihn die sächsische Landessynode zum Präsidenten des Landeskirchenamtes; er trat damit die Nachfolge von Kurt Domsch an. 
Hofmann gestaltete die Vereinigung des DDR-Kirchenbundes mit der Evangelischen Kirche in Deutschland (EKD) und den Wiederbeitritt der sächsischen Landeskirche zur Vereinigten Evangelisch-Lutherischen Kirche Deutschlands (VELKD) mit, ein besonderer Höhepunkt hierbei war die Unterzeichnung des Evangelischen Kirchenvertrages Sachsen am 24. März 1994. Er war Mitglied des Kuratoriums der Stiftung Frauenkirche und begleitete so den Wiederaufbau der Dresdner Frauenkirche.
Im Alter von 72 Jahren verstarb Hofmann unerwartet. Der Trauergottesdienst wurde in der Radebeuler Lutherkirche abgehalten; die Beerdigung fand auf dem Friedhof Radebeul-Ost statt.